# حلزون گل‌خوار
حلزون گل‌خوار (نام علمی: Amphibola crenata) نام یک گونه از شاخه نرم‌تنان است.